# Wojna syjamsko-kambodżańska (1714–1717)
Wojna syjamsko-kambodżańska 1714–1717 - konflikt militarny o tron kambodżański, w którym udział wzięły siły z Kambodży, Wietnamu i Syjamu.
Gdy w roku 1714 nowy król kambodżański Prea Srey Thomea pokonany przez swojego wuja Keo Fa (z pomocą Wietnamczyków i Laotańczyków), zmuszony został do ucieczki do Syjamu, zwrócił się o pomoc do miejscowego króla Thai Sa (1681-1733) w nadziei odzyskania tronu. Król syjamski wyraził zgodę, jednym z jego celów było bowiem osłabienie wpływów wietnamskich w regionie.
W latach 1715–1716 król Thai Sa wysyłał dwukrotnie niewielkie armie do Kambodży, bezskutecznie starając się pokonać siły Keo Fa. W roku 1717 Syjamczycy powrócili ze znaczniejszymi już siłami składającymi się zarówno z armii lądowej jak i jednostek morskich. Armia lądowa skierowała się w kierunku północnym na Siem Reap, natomiast oddziały morskie pokonując Zatokę Tajlandzką wkroczyły od południa do Kambodży. W rejonie Banteay Meas Syjamczycy zostali powstrzymani przez oddziały wietnamskie a cała flotylla zmuszona została do odwrotu, w trakcie którego wiele jednostek syjamskich zatonęło. 
Tymczasem operująca na północy armia lądowa natrafiła na niewielki opór, kierując się na stolicę Udong. Tutaj Syjamczycy porozumieli się z Keo Fa, któremu udzielili poparcia politycznego pod warunkiem uznania zwierzchnictwa Syjamu. W następnych latach Kambodża stała się punktem spornym w polityce Syjamu i Wietnamu. Obalony król Prea Srey Thomea nie powrócił już więcej na tron kambodżański.